# Aristratus
Aristratus was in de Griekse mythologie een van de vrijers van Penelope. Zij dongen naar de hand van Penelope toen Odysseus dood gewaand werd, omdat hij op zijn Odyssee was.